# Zonosagitta pulchra
Zonosagitta pulchra är en djurart som tillhör fylumet pilmaskar, och som först beskrevs av Doncaster 1902.  Zonosagitta pulchra ingår i släktet Zonosagitta och familjen Sagittidae. Inga underarter finns listade i Catalogue of Life.